# Воинское кладбище № 5 (Граб)
 Памятник культуры Подкарпатского воеводства, регистрационный номер А-296 от 13 июля 1993 года.
Воинское кладбище № 5 — Граб (пол. Cmentarz wojenny nr 5 - Grab) — воинское кладбище, расположенное в окрестностях села Граб, Подкарпатское воеводство. Кладбище входит в группу Западногалицийских воинских захоронений времён Первой мировой войны. На кладбище похоронены военнослужащие Российской армии, погибшие во время Первой мировой войны. Кладбище является историческо-архитектурным памятником Подкарпатского воеводства.

## История
Кладбище было основано в 1915 году по проекту словацкого архитектора Душана Юрковича. Кладбище в хорошем состоянии находится на территории сельскохозяйственного предприятия и обнесено деревянным ограждением. Площадь кладбища составляет 256 квадратных метров.
Всего на кладбище 27 братских и 6 индивидуальных могил, в которых похоронены 266 неизвестных русских солдат, погибших в ноябре-декабре 1914 года.
13 июля 1993 года кладбище было внесено в реестр охраняемых памятников Подкарпатского воеводства (А-296).

## Источник
- Jerzy Drogomir: Polegli w Galicji Zachodniej 1914—1915 (1918). Wykazy poległych, zmarłych i pochowanych na 400 cmentarzach wojskowych w Galicji Zachodniej.. Tarnów: Muzeum Okręgowe w Tarnowie tom I, 1999, s. 2013. ISBN 83-85988-26-2.
- Roman Frodyma — Galicyjskie cmentarze wojenne t. 1-3, wydawnictwo Rewasz 1998

red. Stanisław Mendelowski: Krempna : atrakcyjna gmina Beskidu Niskiego. Krosno: P.U.W. «Roksana», 2008, s. 92.